# Montezuma, New Mexico

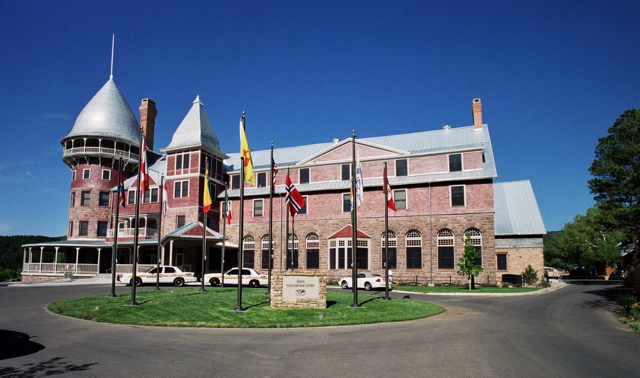
Montezuma Castle

Montezuma är en småort i San Miguel County i New Mexico i USA, som ligger nio kilometer nordväst om staden Las Vegas i New Mexico. Montezuma ligger vid floden Gallinas i bergsområdet Sangre de Cristo Mountains, några kilometer från Hermit's Peak.
Montezuma är mest känd för sina heta källor och hette tidigare också "Los Ojos Calientes", eller "Las Vegas Hot Springs", fram till slutet av 1800-talet.
I Montezuma ligger United World College USA i den tidigare hotellbyggnaden Montezuma Castle från 1880-talet. Bredvid Motezuma Castle finns sedan 1990-talet det sekulära kapellet Dwan Light Santuary.
Indianerna i området använde sedan förhistorisk tid de heta källorna i terapeutiskt syfte. Platsen började efter koloniseringen av Nordamerika utnyttjas av den vita befolkningen från 1840, då en amerikan vid namn McDonald inlade en begäran till den mexikanska regeringen om att få tillgång till marken vid källorna. Han fick positivt svar, under förutsättning att han blev mexikansk medborgare. McDonald uppförde en byggnad vid källorna och tog betalt för bad i dem. År 1846, efter det att territoriet erövrats av USA, anlades ett militärsjukhus i närheten av de heta källorna. Sjukhuset konverterades till ett hotell 1862, vilket ersattes av en byggnad i sten 1879. Denna döptes till "Hot Springs Hotel" och används numera som kontorshus för United World College USA.

## De heta källorna
De heta källorna finns kvar idag i ett antal pooler i betong med olika varmt eller hett vatten, vilka byggdes under hotelltiden, samt i två heta (49 respektive 39 grader Celsius) naturliga pooler i klipporna, De underhålls av United World College USA.

## Montezuma Castle
Huvudartikel: Montezuma Castle
Åren 1881–1882 byggde Atchison, Topeka and Santa Fe Railway det första hotellet i trä av vad som blev tre stora hotellbyggnader på kort tid på samma plats. Bolaget byggde också en smalspårig bibana till platsen och döpte om den till "Montezuma". Denna hotellbyggnad brann ned efter en kort tid, vilket också dess ännu större efterträdare i sten gjorde. Den nuvarande byggnaden Montezuma Castle uppfördes omedelbart därefter 1886.
Hotellet lades ned 1903, och kort därefter spolades badhuset bort av en vårflod i Gallinas Creek. Achison, Topeka, and Santa Fe Railroad behöll egendomen i flera år, men överlät den så småningom till KFUM. KFUM sålde vidare till Southern Baptist Convention, som drev en skola där mellan 1923 och 1932. Efter olika försök att därefter utnyttja byggnaden för olika ändamål, såldes byggnaden till Katolska kyrkan i USA. Denna inrättade ett prästseminarium i den, vilket drevs 1937–1972. Byggnaden används idag av United World College USA.